# 大槻中央薬品
大槻中央薬品株式会社（おおつきちゅうおうやくひん）は、北海道北見市に本社を置き、主として医薬品の卸売を行う会社であった。1991年に他5社と合併、株式会社バレオ(後の株式会社ほくやく)となる。
- 本社所在地：北海道北見市8条東1-1
- 社長　大槻繁次郎

## 沿革
- 昭和23年5月11日設立
- 資本金　500万円

## 営業所
- 北見市・札幌市・帯広市・網走市・紋別市

## 主な取引メーカー
- 武田薬品
- 三共
- 第一製薬
- 大日本製薬
- エーザイ
- 大塚製薬
- 中外製薬
- 大塚製薬
- 鳥居薬品
- ブリストルマイヤーズ
- ミドリ十字
- 日本新薬
- 山之内製薬
- 科研化学
- 田辺製薬
- 日本シエーリング
- 藤沢薬品
- ルセル
- 富山化学

## 関係会社
- 道東臨床センター
- 共同ステック
- 大槻理化学
- 大槻中央薬局本店